# Łążek Garncarski
Łążek Garncarski – wieś w Polsce położona w województwie lubelskim, w powiecie janowskim, w gminie Janów Lubelski.
W latach 1975–1998 miejscowość administracyjnie należała do województwa tarnobrzeskiego.
Wieś położona jest w południowej części Lasów Janowskich. Nazwa miejscowości pochodzi od jej położenia w rozwidleniu dwóch rzek, określanego jako „łączek”. Wieś jest sołectwem.
Przez miejscowość przepływa Białka, niewielka rzeka dorzecza Sanu, dopływ Bukowej.

## Historia
Miejscowość powstała w wyniku wydzielenia się z wcześniej istniejącej wsi Łążek Ordynacki. Początkowo zwana była Bąki, a dopiero później Łążek Garncarski. Na początku osiedliło się tu kilkunastu garncarzy z Galicji. Rynek zbytu garncarzy był dość szeroki i obejmował nawet Rosję.

## Garncarstwo w Łążku
Od XVIII wieku Łążek związany był z garncarstwem. W XIX wieku stał się ważnym ośrodkiem wyrobu ceramiki: naczyń i kafli. Po II wojnie światowej liczba pracowni garncarskich wzrosła wraz z powiększeniem się popytu. W celu zapewnienia zbytu i zaopatrzenia w surowiec, garncarze skupili się w spółdzielni.
Wytwarzana w Łążku ceramika zaliczana jest do najpiękniejszych w Polsce. Wyróżnia się bogatą skalą barw i interesującą ornamentyką. Wyroby swą formą, dekoracją geometryczną i roślinną, zdecydowania odróżniają się od naczyń wykonanych w innych tego typu ośrodkach.
Motyw kogucika i kielichowata forma doniczki, polewania całych powierzchni naczyń pobiałką są charakterystyczną cechą ceramiki Łążkowskiej. Do jej wyrobu używa się czerwonej i siwej gliny, wydobywanej na polach lub w rzece Bukowej.
Obecnie w miejscowości działają trzy pracownie, gdzie wytwarza się ceramikę opartą na dawnych wzorach. Są one ciekawą atrakcją turystyczną, można je nawet odwiedzić. Są to:
- Pracownie garncarskie: Adama Żelazko, Mieczysława Żelazko oraz Henryka Kurzyny.
- Pracownia kaflarska.

W kilku obejściach zachowały się stare budynki pracowni i charakterystyczne urządzenia do wstępnej obróbki gliny tzw. sznajdery. Tradycje rzemieślnicze kultywowane są w niedawno powstałej „Zagrodzie garncarskiej”. Zrekonstruowany fragment pracowni garncarskiej znajduje się na wystawie przyrodniczej w Nadleśnictwie Janów.